# Adelaide Clemens

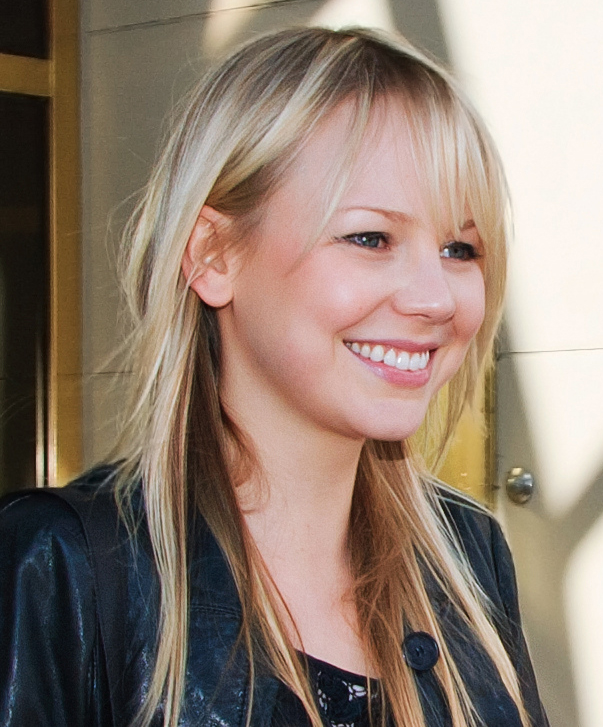
Adelaide Clemens (2010)

Adelaide Clemens (* 30. November 1989 in Brisbane, Queensland) ist eine australische Schauspielerin, die 2008 für ihre Rolle der Harper in der Fernsehserie Love My Way für den Logie Award nominiert wurde.

## Karriere
Clemens gab 2006 ihr Schauspieldebüt als Juliet in einer Episode der australischen Fernsehserie Blue Water High. 2007 spielte sie die Rolle der Alison in der australischen Jugendserie Der Schatz von Fidschi. 2009 spielte sie eine kleine Nebenrolle im Actionfilm X-Men Origins: Wolverine. 2012 spielte sie in Silent Hill: Revelation – der Fortsetzung des 2006 erschienenen Horrorfilms Silent Hill – die Hauptrolle der Heather Mason. Von 2013 bis 2016 hatte sie die Rolle der Tawney Talbot in der vom Sundance Channel produzierten Fernsehserie Rectify inne.

## Filmografie (Auswahl)

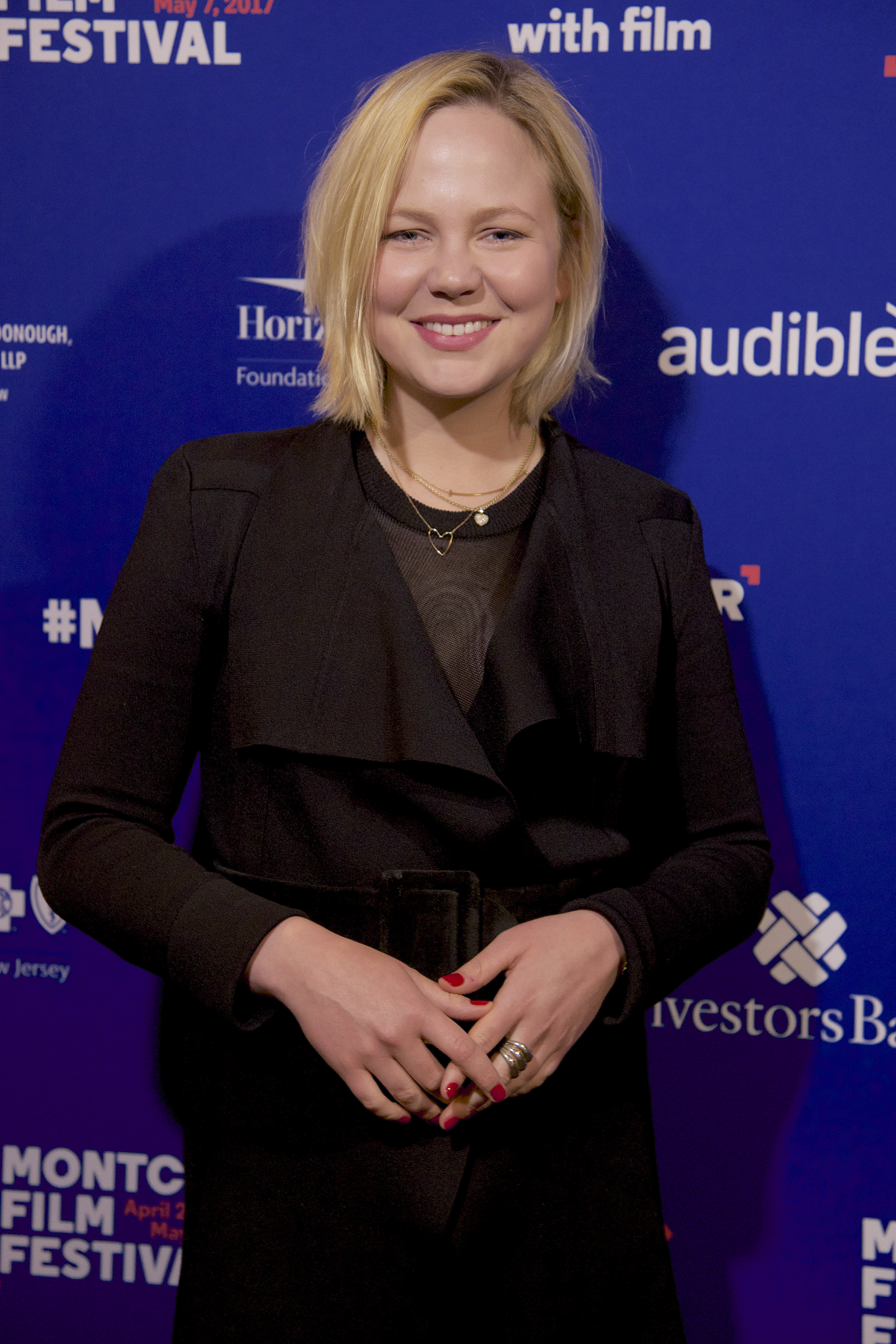
Clemens (2017)

### Filme
- 2008: Dream Life (Fernsehfilm)
- 2009: X-Men Origins: Wolverine
- 2010: Wasted on the Young
- 2012: Silent Hill: Revelation
- 2012: Threesome – Eine Nacht in New York (Generation Um…)
- 2012: No One Lives – Keiner überlebt! (No One Lives)
- 2013: Der große Gatsby (The Great Gatsby)
- 2014: Parer's War (Fernsehfilm)
- 2015: Zorniges Land (The World Made Straight)
- 2015: The Automatic Hate
- 2017: Avenues
- 2017: Rabbit
- 2019: To the Stars
- 2019: Ich werde dich finden (Music, War and Love)
- 2022: The Swearing Jar
- 2023: White Widow
- 2024: Kangaroo Island

### Fernsehserien
- 2006: Blue Water High (eine Episode)
- 2007: Der Schatz von Fidschi (Pirate Islands: The Lost Treasure of Fiji, 13 Episoden)
- 2007: Love My Way (8 Episoden)
- 2008: Out of the Blue (eine Episode)
- 2010: The Pacific (eine Episode)
- 2010: Lie to Me (eine Episode)
- 2012: Parade’s End – Der letzte Gentleman (Parade’s End, Miniserie, 6 Episoden)
- 2013–2016: Rectify (29 Episoden)
- 2020: Tommy (12 Episoden)
- 2022: Mord im Auftrag Gottes (Under the Banner of Heaven, Miniserie, 7 Episoden)
- 2023: Justified: City Primeval (Miniserie, 8 Episoden)